# Friedrich Tüshaus

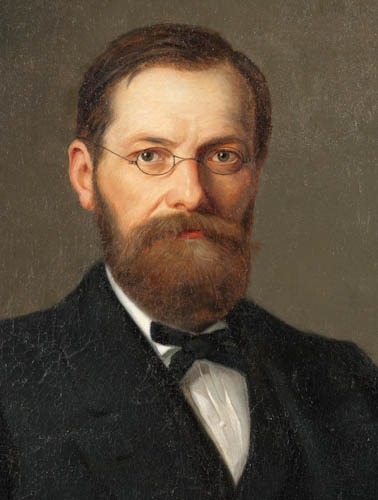
Selbstporträt um 1875

Friedrich (Fritz) Tüshaus (* 3. August 1832 in Münster; † 2. September 1885 ebenda) war ein deutscher Genre- und Historienmaler sowie Holzstecher und Illustrator.

## Leben
Tüshaus kam als Sohn des Lederfabrikanten Albert Heinrich Josef Tüshaus (1796–1864) und dessen 1831 angetrauter Frau Gertrud Anna Tüshaus geborene Brockhausen (1801–1859) in Münster zur Welt. Früh soll er künstlerisches Talent gezeigt haben. Nach dem Gymnasium Paulinum besuchte er ab 1851 die Münchner Kunstakademie, um Bildhauerei zu studieren. Mit gleichem Ziel und im gleichen Jahr brach auch die Münsteranerin Elisabet Ney nach München auf. Auch Melchior zur Strassen war nach Köln gegangen, hatte dort eine Lehre der Bildhauerei begonnen. Den Anstoß zur Berufswahl der drei gleichaltrigen Münsteraner gab mit hoher Wahrscheinlichkeit eine Pietà, die der Bildhauer Wilhelm Achtermann für den Dom zu Münster geschaffen hatte, das Kunstwerk rief 1850 geradezu eine Euphorie hervor und hatte weitreichenden Einfluss.
Wegen einer Tuberkulose-Erkrankung, die ihn körperlich schwächte, brach Tüshaus das Studium der Bildhauerei ab und wandte sich der Malerei zu, die er von 1857 bis 1858 an der Kunstakademie Antwerpen studierte. 1869 ließ er sich in Düsseldorf nieder, das durch seine Kunstakademie und die Düsseldorfer Malerschule zu einem Zentrum der europäischen Malerei und des Kunsthandels aufgestiegen war. Dorthin führte auch der Lebensweg seiner Brüder Josef und Bernhard Tüshaus. Fritz Tüshaus wirkte außerdem in Münster und im Münsterland. Er gehörte zu den Münsteraner Künstlern, die 1862 die Auslobung eines Wettbewerbs für das Franz-von-Fürstenberg-Denkmal in Münster gegen eine Realisierung des Denkmalentwurfs von Elisabet Ney einforderten. Mitte der 1870er Jahre nahm er an Ausstellungen in Berlin und Düsseldorf teil, außerdem unternahm er Studienreisen nach Süddeutschland. Seine letzte Ruhestätte fand er auf dem alten St.-Mauritz-Friedhof in Münster.

## Werk

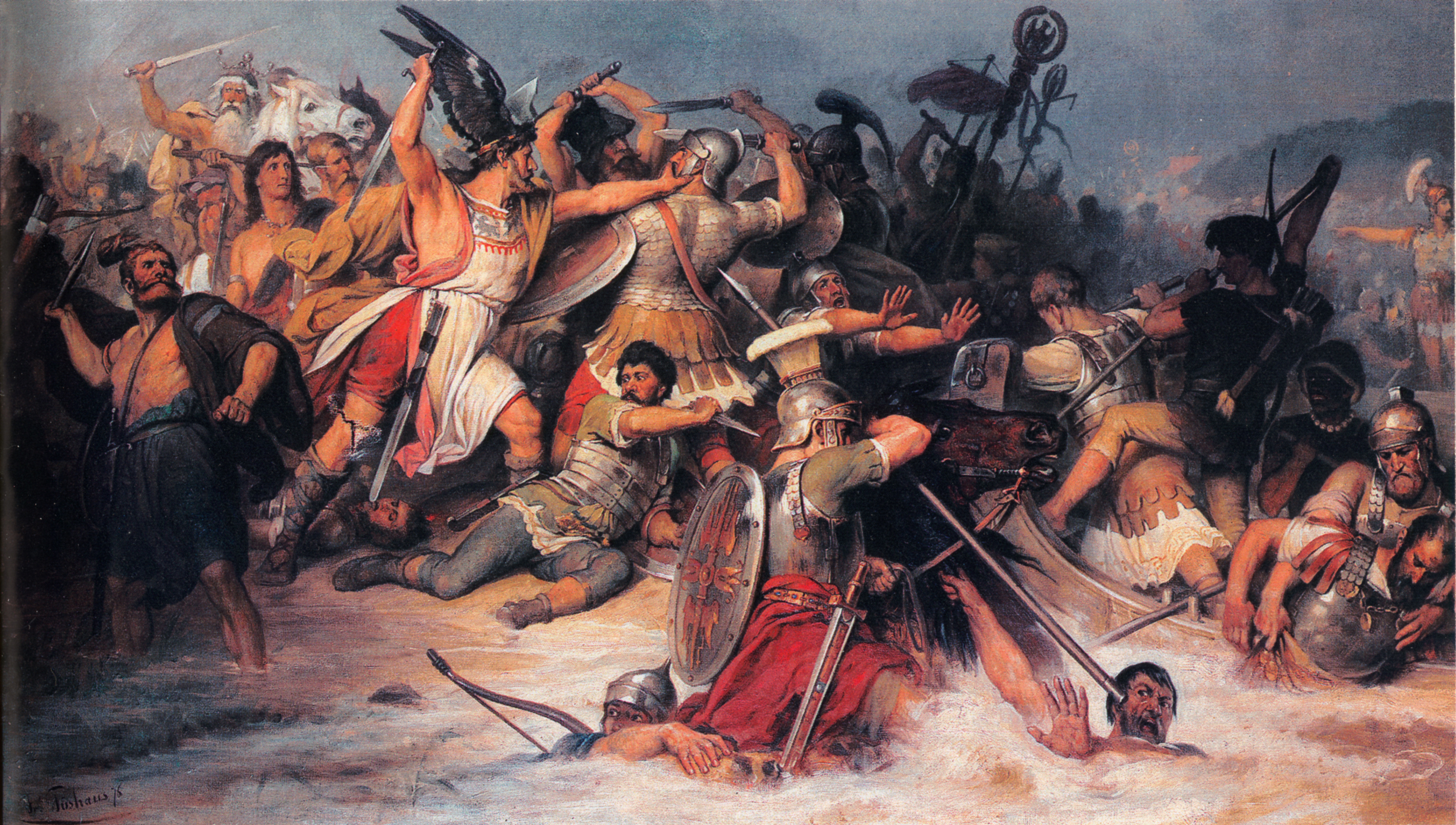
Die Schlacht zwischen Germanen und Römern am Rhein, 1876

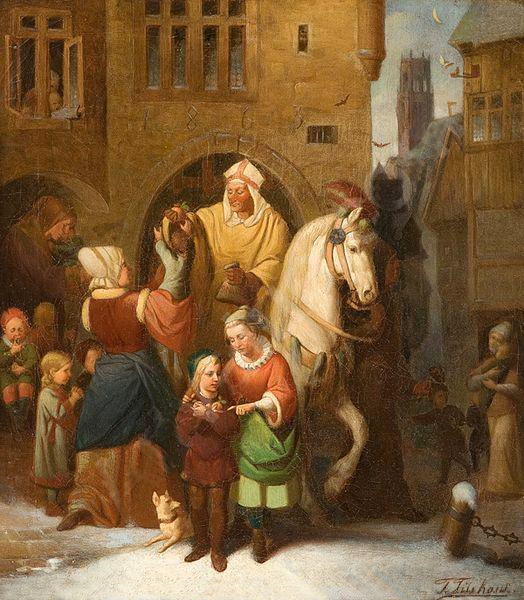
Der Hl. Nikolaus verteilt seine Gaben, 1863

Zu seinen bekanntesten Werken gehören Die Schlacht zwischen Germanen und Römern am Rhein (1876, im LWL-Museum für Kunst und Kultur) sowie ein Hl.-Nikolaus-Bild (1863, jetzt: im Stadtmuseum Münster). Von dem Gemälde des Hl. Nikolaus gab es offenbar mehrere Fassungen, die zwischen 1874 und 1876 wiederholt in Ausstellungen in Berlin und Düsseldorf zu sehen waren. Sankt Nikolaus beschenkt die Kinder einer Stadt, deren Stadtbild ideelle Züge altdeutscher Baustile aufweist, mit Apfelsinen. Der Kirchturm im Hintergrund ähnelt St. Ludgeri in Münster. Der Maler kopierte auch Gemälde berühmter Meister. Für den Festsaal des Rathauses Münster schuf Tüshaus 1869 zwei großformatige Gemälde zur münsterischen Geschichte, die den Hl. Liudger und Kaiser Heinrich III. zeigen. Tüshaus erhielt zahlreiche Aufträge zur Ausgestaltung von Kirchen, in Münster etwa für St. Aegidii, St. Ludgeri, St. Martini, St. Petri sowie für Liebfrauen Überwasser. Für die St. Mauritz-Kirche in Münster schuf Fritz Tüshaus um 1867–1878 Wandmalereien (heute übermalt). Beteiligt war er auch an der neogotischen Ausmalung des Doms, die im Zweiten Weltkrieg unterging. Seine sakrale Malerei ist nazarenisch geprägt. Zu Tüshaus’ Werken zählen ferner Tierstudien und Porträts, insbesondere von Familienangehörigen, Freunden, Bekannten und Persönlichkeiten aus Münster. Das Selbstporträt des Malers, entstanden um 1875 (hier: Detail, jetzt: im Stadtmuseum Münster), zeigt Fritz Tüshaus als Bürger, ohne jedes Attribut eines Künstlers.

## Veröffentlichungen
- Deutsche Sprichwörter nach Federzeichnungen. Johann Ambrosius Barth, Leipzig 1872